# Eduardo Aranda Carranza
Eduardo Aranda Carranza (Cádiz, siglo XX-España, 1993) fue un diplomático español. Fue embajador de España en: Finlandia (1991-1993) y Estonia (1991-2008).

## Carrera diplomática
Eduardo Aranda nació en Cádiz. En 1959 se casó con la arquitecta, pintora y escultora polaca Izabella Godlewska. El matrimonio tuvo tres hijos.
Estuvo destinado en Puerto Príncipe (Haiti), y Roma (Italia).
Fue embajador de España en Finlandia (1991-1993) y Estonia (1991-2008).